# NGC 602
NGC 602 ist die Bezeichnung eines Emissionsnebels mit einem eingebetteten offenen Sternhaufen in der Kleinen Magellanschen Wolke, der etwa 196.000 Lichtjahre von der Erde entfernt ist. Der Durchmesser von NGC 602 beträgt etwa 90 Lichtjahre.
Der offene Sternhaufen NGC 602 wurde am 1. August 1826 von dem schottischen Astronomen James Dunlop entdeckt.
Die Art, wie der Offene Sternhaufen in den Emissionsnebel eingebettet ist, hat Ähnlichkeit u. a. zum Kokon- und Rosettennebel der Milchstraße.

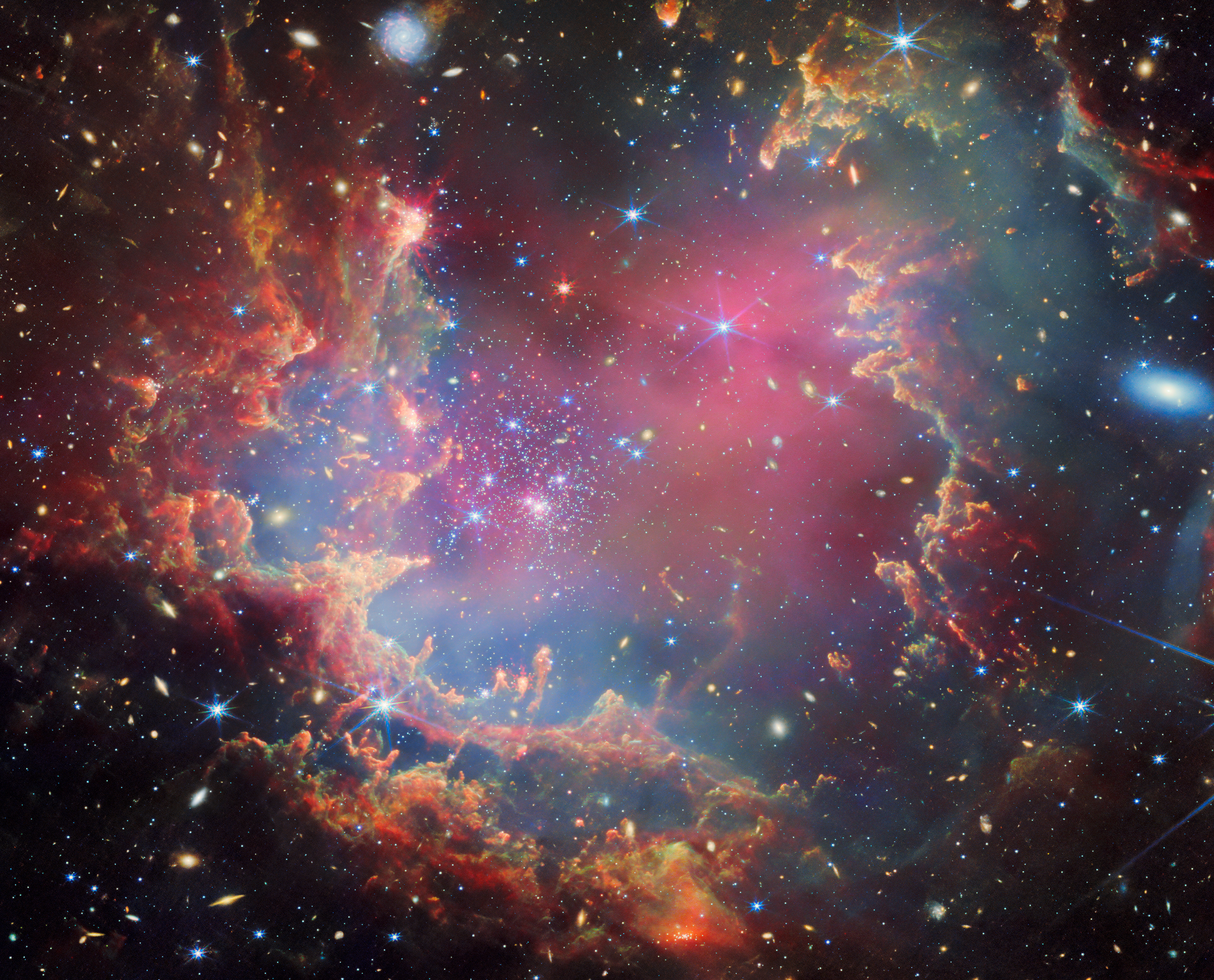
NGC 602 im Infrarot aufgenommen vom James-Webb-Weltraumteleskop